# ФК БАТЭ в сезоне 2008
Сезон 2008 года стал особенным как в истории БАТЭ, так и всего белорусского футбола. В этом году БАТЭ преодолел третий квалификационный раунд Лиги чемпионов УЕФА и стал первым в истории белорусского футбола клубом, сумевшим пробиться в групповой этап Лиги чемпионов.
31 октября 2008 года, обыграв жодинское «Торпедо» со счетом 2:1, БАТЭ стал пятикратным чемпионом Белоруссии за два тура до финиша Чемпионата Белоруссии.
В розыгрыше Кубка Белоруссии, БАТЭ дошёл до полуфинала.

## Высшая лига (Д1)
См. также: Чемпионат Белоруссии по футболу 2008

### Первый круг
| Тур  | Дата      | Соперник             | Стадион | Стадион                 | Счёт | Авторы голов                                | Зрители |
| ---- | --------- | -------------------- | ------- | ----------------------- | ---- | ------------------------------------------- | ------- |
| 1-й  | 6 апреля  | Дарида (Минский р-н) | Д       | Городской, Борисов      | 1:0  | Близнюк 84′(пен.)                           | 4500    |
| 2-й  | 12 апреля | Торпедо (Жодино)     | Г       | Городской, Борисов      | 0:0  |                                             | 4000    |
| 3-й  | 20 апреля | Днепр (Могилёв)      | Д       | Городской, Борисов      | 2:2  | Родионов 46′ 84′                            | 2670    |
| 4-й  | 26 апреля | Неман (Гродно)       | Г       | ЦСК «Неман», Гродно     | 2:0  | Родионов 33′ · Близнюк 69′ (пен.)           | 2500    |
| 5-й  | 4 мая     | Гранит (Микашевичи)  | Д       | Городской, Борисов      | 1:1  | Кривец 3′                                   | 3100    |
| 6-й  | 10 мая    | ФК Сморгонь          | Г       | «Юность», Сморгонь      | 0:0  |                                             | 3500    |
| 7-й  | 17 мая    | Нафтан (Новополоцк)  | Д       | Городской, Борисов      | 2:1  | Родионов 25′ 50′                            | 2200    |
| 8-й  | 6 июня    | Шахтёр (Солигорск)   | Г       | «Строитель», Солигорск  | 2:0  | Сосновский 12′ · Кривец 43′                 | 2100    |
| 9-й  | 10 июня   | ФК Гомель            | Д       | Городской, Борисов      | 2:0  | Стасевич 43′ · Родионов 53′                 | 1800    |
| 10-й | 15 июня   | Савит (Могилёв)      | Д       | Городской, Борисов      | 3:0  | Кривец 32′ · Автогол 66′ · Нехайчик 69′     | 2100    |
| 11-й | 21 июня   | Локомотив (Минск)    | Г       | Городской, Молодечно    | 3:0  | Ржевский 6′ · Кривец 20′ · Близнюк 25′      | 500     |
| 12-й | 28 июня   | МТЗ-РИПО (Минск)     | Д       | Городской, Борисов      | 4:3  | Кривец 15′ · Родионов 35′ · Близнюк 42′ 53′ | 4200    |
| 13-й | 5 июля    | Динамо (Брест)       | Г       | ГОСК «Брестский», Брест | 3:1  | Близнюк 48′ 85′ (пен.) · Жавнерчик 75′      | 1300    |
| 14-й | 10 июля   | Динамо (Минск)       | Д       | Городской, Борисов      | 2:0  | Близнюк 7′ 11′                              | 5000    |
| 15-й | 5 июля    | ФК Витебск           | Г       | ЦСК «Витебский»         | 2:0  | Близнюк 16′ (пен.) · Родионов 43′           | 2300    |

### Второй круг
| Тур  | Дата        | Соперник             | Стадион | Стадион                 | Счёт | Авторы голов                                       | Зрители |
| ---- | ----------- | -------------------- | ------- | ----------------------- | ---- | -------------------------------------------------- | ------- |
| 16-й | 26 июля     | Дарида (Минский р-н) | Г       | «Дарида», (Кунцевщина)  | 2:0  | Автогол 17′ · Кривец 84′                           | 1000    |
| 18-й | 9 сентября  | Днепр (Могилёв)      | Г       | «Торпедо», Могилёв      | 3:3  | Сиваков 24′ 69′ · Родионов 64′                     | 2000    |
| 19-й | 17 сентября | Неман (Гродно)       | Д       | Городской, Борисов      | 0:0  |                                                    | 3700    |
| 20-й | 22 сентября | Гранит (Микашевичи)  | Г       | ГОСК «Брестский», Брест | 2:2  | Ржевский 77′ · Нехайчик 90′                        | 300     |
| 21-й | 31 сентября | ФК Сморгонь          | Д       | Городской, Борисов      | 2:2  | Близнюк 42′ · Нехайчик 79′                         | 2700    |
| 22-й | 13 сентября | Нафтан (Новополоцк)  | Г       | Атлант, Новополоцк      | 2:1  | Близнюк 31′ (пен.) · Мирчев 88′                    | 800     |
| 23-й | 21 сентября | Шахтёр (Солигорск)   | Д       | Городской, Борисов      | 5:0  | Близнюк 15′ 83′ 91+′ · Стасевич 25′ · Родионов 67′ | 3200    |
| 24-й | 25 сентября | ФК Гомель            | Г       | Центральный, Гомель     | 2:0  | Родионов 59′ 63′                                   | 5000    |
| 26-й | 5 октября   | Локомотив (Минск)    | Д       | Городской, Борисов      | 1:0  | Родионов 44′                                       | 4100    |
| 27-й | 17 октября  | МТЗ-РИПО (Минск)     | Г       | Трактор, Минск          | 0:0  |                                                    | 1500    |
| 28-й | 25 октября  | Динамо (Брест)       | Д       | Городской, Борисов      | 1:0  | Нехайчик 77′                                       | 3700    |
| 17-й | 31 октября  | Торпедо (Жодино)     | Д       | Городской, Борисов      | 2:1  | Родионов 4′ · Близнюк 25′                          | 5500    |
| 29-й | 9 ноября    | Динамо, Минск        | Г       | Динамо (Минск)          | 1:2  | Родионов 92+′                                      | 4500    |
| 25-й | 12 ноября   | Локомотив (Минск)    | Г       | «Торпедо», Могилёв      | 1:0  | Сиваков 36′ (пен.)                                 | 300     |
| 30-й | 16 ноября   | ФК Витебск           | Д       | Городской, Борисов      | 1:1  | Родионов 68′                                       | 4200    |

### Турнирная таблица
Положение по итогам 18-го чемпионата Белоруссии.
| Место | Клуб             | И  | В  | Н  | П | МЗ | МП | РМ  | Очки | Примечание                                   |
| ----- | ---------------- | -- | -- | -- | - | -- | -- | --- | ---- | -------------------------------------------- |
|       | БАТЭ             | 30 | 19 | 10 | 1 | 54 | 20 | +34 | 67   | Квалификация во 2-й кв. раунд Лиги чемпионов |
|       | Динамо (Минск)   | 30 | 19 | 5  | 6 | 49 | 29 | +20 | 62   | Квалификация в 1-й кв. раунд Лиги Европы     |
|       | МТЗ-РИПО (Минск) | 30 | 17 | 6  | 7 | 65 | 37 | +28 | 57   | Квалификация в 1-й кв. раунд Лиги Европы     |

М = матчей сыграно; В = матчей выиграно; Н = матчей сведено вничью; П = матчей проиграно; МЗ = мячей забито; МП = мячей пропущено; РМ = разница забитых и пропущенных мячей; О = очков набрано.

## Кубок Белоруссии

### Кубок Белоруссии по футболу 2007—2008
См. также: Кубок Белоруссии по футболу 2007-2008
| Стадия     | Дата      | Соперник            | Стадион | Стадион                            | Счёт | Авторы голов                    | Зрители |
| ---------- | --------- | ------------------- | ------- | ---------------------------------- | ---- | ------------------------------- | ------- |
| 1/4 1 матч | 29 марта  | Химик (Светлогорск) | Г       | «Бумажник», Светлогорск            | 3:1  | Близнюк 4′ 46′ · Д.Платонов 74′ | 5000    |
| 1/4 2 матч | 2 апреля  | Химик (Светлогорск) | Д       | Искусственное поле ФК Минск, Минск | 0:0  |                                 | 300     |
| 1/2 1 матч | 16 апреля | МТЗ-РИПО (Минск)    | Д       | Городской, Борисов                 | 2:4  | Нехайчик 11′ · Родионов 31′     | 2200    |
| 1/2 2 матч | 30 апреля | МТЗ-РИПО (Минск)    | Г       | Трактор, Минск                     | 1:2  | Близнюк 81′ (пен.)              | 3200    |

### Кубок Белоруссии по футболу 2008—2009
См. также: Кубок Белоруссии по футболу 2008-2009
| Стадия     | Дата       | Соперник      | Стадион | Стадион            | Счёт           | Авторы голов                                                                  | Зрители |
| ---------- | ---------- | ------------- | ------- | ------------------ | -------------- | ----------------------------------------------------------------------------- | ------- |
| 1/16       | 7 сентября | Неман (Мосты) | Г       | «Неман», Мосты     | 7:3            | Нехайчик 12′ · Близнюк 27′ · Жавнерчик 35′ · Мирчев 38′ 40′ 74′ · Сиваков 71′ | 2000    |
| 1/8 1 матч | 11 октября | ФК Минск      | Д       | Городской, Борисов | 1:4            | Нехайчик 47′                                                                  | 2500    |
| 1/8 2 матч | 20 ноября  | ФК Минск      | Г       | «Торпедо», Минск   | 4:1 (пен. 4:3) | Родионов 45′ · Кривец 72′ 75′ · Близнюк 93+′                                  | 1000    |

## Лига чемпионов УЕФА 2008—2009
См. также: Лига чемпионов УЕФА 2008-2009

### Первый раунд
| Стадия | Дата    | Соперник          | Стадион | Стадион                      | Счёт | Авторы голов    | Зрители |
| ------ | ------- | ----------------- | ------- | ---------------------------- | ---- | --------------- | ------- |
| 1 матч | 15 июля | Валюр (Рейкьявик) | Д       | Городской, Борисов           | 2:0  | Близнюк 73′ 78′ | 5 200   |
| 2 матч | 23 июля | Валюр (Рейкьявик) | Г       | «Водафонвёллурин», Рейкьявик | 1:0  | Стасевич 1′     | 800     |

### Второй раунд
| Стадия | Дата      | Соперник             | Стадион | Стадион                          | Счёт | Авторы голов                     | Зрители |
| ------ | --------- | -------------------- | ------- | -------------------------------- | ---- | -------------------------------- | ------- |
| 1 матч | 30 июля   | Андерлехт (Брюссель) | Г       | «Констант Ванден Сток», Брюссель | 2:1  | Кривец 69′ (пен.) · Нехайчик 88′ | 18 000  |
| 2 матч | 6 августа | Андерлехт (Брюссель) | Д       | Городской, Борисов               | 2:2  | Близнюк 18′ · Родионов 83′       | 5 400   |

### Третий раунд
| Стадия | Дата       | Соперник       | Стадион | Стадион                   | Счёт | Авторы голов   | Зрители |
| ------ | ---------- | -------------- | ------- | ------------------------- | ---- | -------------- | ------- |
| 1 матч | 13 августа | Левски (София) | Г       | «Георги Аспарухов», София | 1:0  | Ржевский 60′   | 21 000  |
| 2 матч | 27 августа | Левски (София) | Д       | Городской, Борисов        | 1:1  | Сосновский 14′ | 5 400   |

### Групповая стадия
Группа H. Матчи
| Стадия | Дата        | Соперник                | Стадион | Стадион                       | Счёт | Авторы голов              | Зрители |
| ------ | ----------- | ----------------------- | ------- | ----------------------------- | ---- | ------------------------- | ------- |
| День 1 | 17 сентября | Реал (Мадрид)           | Г       | «Сантьяго Бернабеу», Мадрид   | 0:2  |                           | 55 099  |
| День 2 | 30 сентября | Ювентус (Турин)         | Д       | «Динамо», Минск               | 2:2  | Кривец 17′ · Стасевич 23′ | 31 400  |
| День 3 | 21 октября  | Зенит (Санкт-Петербург) | Г       | «Петровский», Санкт-Петербург | 1:1  | Нехайчик 52′              | 19 500  |
| День 4 | 5 ноября    | Зенит (Санкт-Петербург) | Д       | «Динамо», Минск               | 0:2  |                           | 28 793  |
| День 5 | 25 ноября   | Реал (Мадрид)           | Д       | «Динамо», Минск               | 0:1  |                           | 32 000  |
| День 6 | 10 декабря  | Ювентус (Турин)         | Г       | «Олимпийский», Турин          | 0:0  |                           | 5 753   |